# Ruggero Oddi

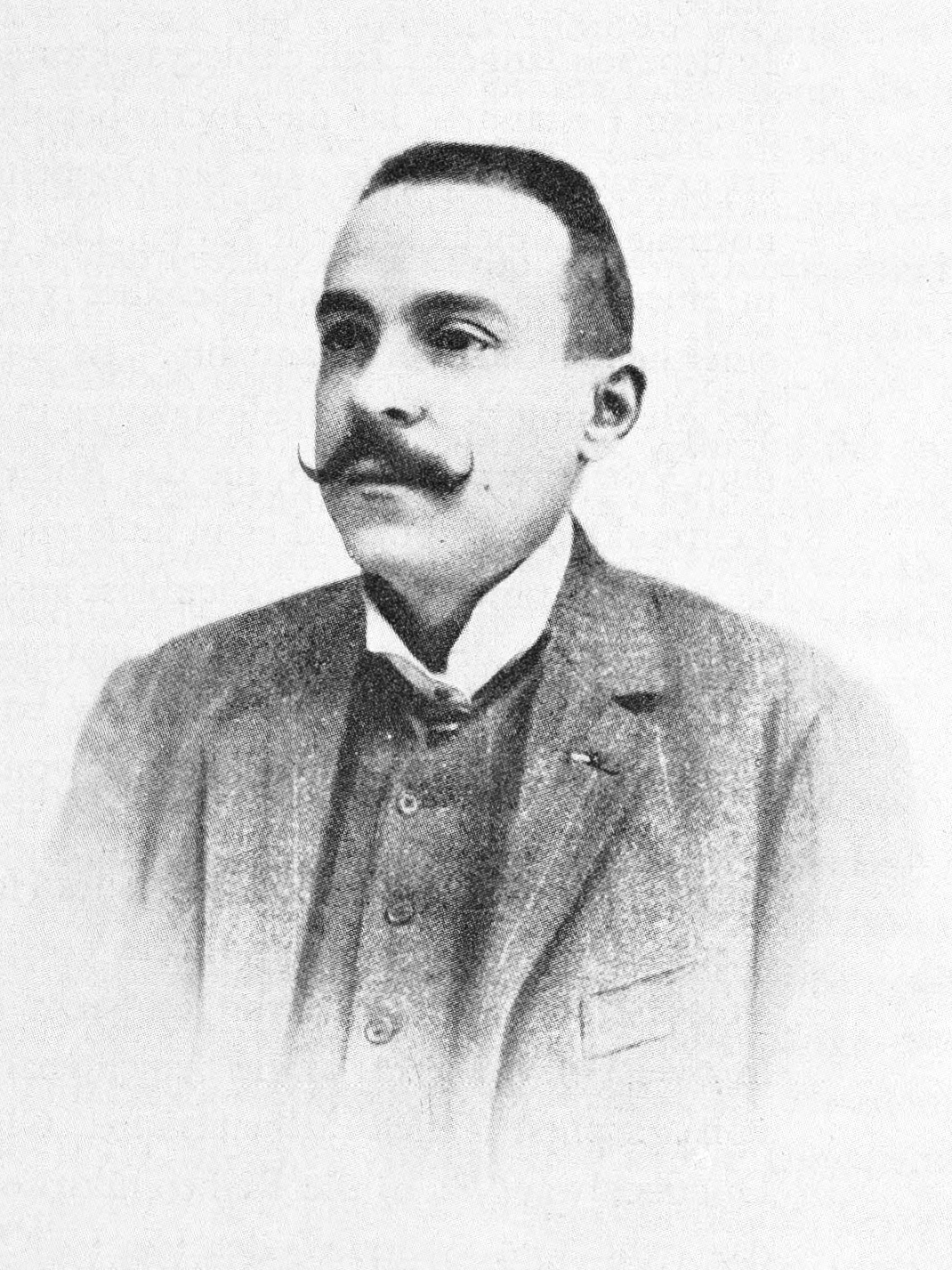
Ruggero Oddi.

Ruggero Ferdinando Antonio Vincenzo Oddi (* 20. Juli 1864 in Perugia; † 22. März 1913 in Tunis) war ein italienischer Anatom. Auf ihn geht die umfassende vergleichend-anatomische und funktionelle Beschreibung des Schließmuskels an der gemeinsamen Öffnung von Gallen- und Bauchspeicheldrüsengang an der Papilla duodeni major (Vatersche Papille) zurück („Musculus sphincter Oddii“).

## Werke
- Di una special disposizione q sfintere allo sbocco del coledoco. Annali dell' Università Libera di Perugia (1886–1887) 2,1: S. 249–264
- Sulla tonicità dello sfintere del coledoco. Archivio par le scienze mediche (1888) 12: S. 333–339
- L'Inibizione. Turin 1898 (Biblioteca antropologico-giuridica)